# Giovanni Gayle
Giovanni Gayle (Tela, Honduras; 1 de enero de 1976 - Tegucigalpa, Honduras; 7 de enero de 2020) fue un futbolista de Honduras que jugó en las posiciones de centrocampista y lateral derecho.

## Carrera

### Club
| Periodo   | Club           |
| --------- | -------------- |
| 1988-1991 | Real CD España |
| 1992-1994 | Petrotela      |
| 1994-1999 | CD Victoria    |

### Selección nacional
Jugó para Honduras en cinco ocasiones en 1993 y anotó un gol en la victoria por 5-1 sobre Panamá en Pasadena, California por la Copa de Oro de la Concacaf 1993. También fue campeón de la Copa Uncaf 1993.

## Muerte
Gayle murió de cáncer en Tegucigalpa el 7 de enero de 2020 a los 54 años.

## Logros

### Club
- Liga Nacional de Fútbol de Honduras (3): 1988, 1990, 1995

### Selección nacional
- Copa UNCAF (1): 1993